# Sattenapalle
Sattenapalle é uma cidade e um município no distrito de Guntur, no estado indiano de Andhra Pradesh.

## Geografia
Sattenapalle está localizada a 16° 24′ N, 80° 11′ L. Tem uma altitude média de 71 metros (232 pés).

## Demografia
Segundo o censo de 2001, Sattenapalle tinha uma população de 51 350 habitantes. Os indivíduos do sexo masculino constituem 50% da população e os do sexo feminino 50%. Sattenapalle tem uma taxa de literacia de 60%, superior à média nacional de 59,5%: a literacia no sexo masculino é de 68% e no sexo feminino é de 52%. Em Sattenapalle, 12% da população está abaixo dos 6 anos de idade.